# 段智興
段 智興（だん ちこう）は、大理国の18代国王（後大理国の第4代）。
李観音が中国公高寿昌の宰相の位を奪い、その甥の高貞明を宰相とした。しかし阿機が起兵して高貞明の宰相位を奪い、再び高寿昌を宰相とした。高貞明は鶴慶で明国公を号して自立し、のちに義地威天聡明仁帝の偽諡を受けた。また高妙音が白崖で起兵して、鄯闡で自立した。

## フィクション
- 『射鵰英雄伝』『神鵰剣俠』（金庸）…「天下五絶」と呼ばれる武術の達人の一人で「南帝」と呼ばれる。帝位を退いてからは出家し、一灯大師と名乗った。